# Manifeste du parti communiste

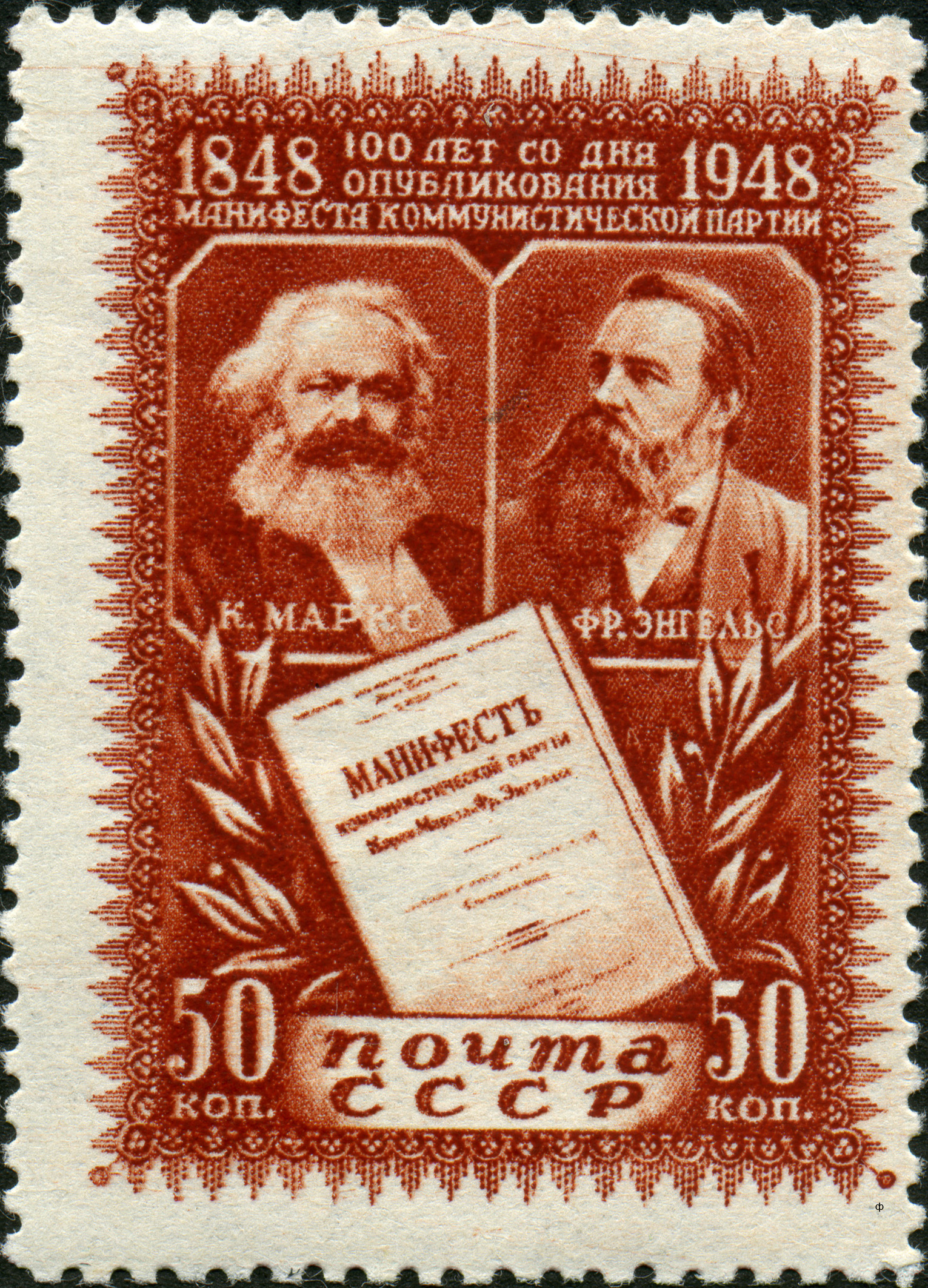
Le timbre commémoratif de l'Union sovietique en 1948

Le Manifeste du parti communiste (en allemand : Manifest der Kommunistischen Partei) est un essai politico-philosophique commandé par la Ligue des communistes (ancienne Ligue des justes), et rédigé en allemand par Karl Marx (qui intègre dans le texte certains passages écrits antérieurement par Friedrich Engels).
Écrit fin 1847 et début 1848 et publié en février 1848, il a été diffusé à l'origine sous le titre Manifest der kommunistischen Partei (Manifeste du parti communiste, bien qu'il n'existât alors aucun Parti communiste ; le terme « parti » désignait à l'époque l'ensemble des courants partisans du communisme), et il a ensuite été republié sous le titre Manifeste communiste.

## Contexte et portée

### Une commande de la Ligue des communistes
À la fin des années 1840, la Ligue des justes représente la principale organisation du mouvement ouvrier. Si son évolution témoigne d'un dépassement des conceptions ouvriéristes des débuts et d'un besoin d'une conception scientifique de la révolution, sa doctrine demeure surtout inspirée par la philosophie allemande et un socialisme abstrait, ne fournissant pas de compréhension solide des structures économiques. En 1846, un Comité de correspondance communiste est créé à Bruxelles, notamment par Marx et Engels, afin d'établir un lien entre les différents groupes et de propager la conception matérialiste de l'histoire. Il finit par remporter l'adhésion de la majorité de la Ligue des justes. Lors du congrès tenu du 2 au 9 juin 1847, l'ancienne organisation se transforme en Ligue des communistes et adopte comme devise la future exhortation finale du Manifeste, « Prolétaires de tous les pays, unissez-vous ! » À l'issue de ce premier rassemblement, la Ligue ne rallie pas encore entièrement le socialisme scientifique mais encourage à la propagation des idées communistes, ce qui tranche avec les pratiques conspiratrices antérieures.
Au sortir du congrès de juin, la Ligue diffuse un Projet d'une profession de foi qui prend la forme de 22 questions-réponses et invite les membres à en discuter. À la suite d'une proposition édulcorée de Moses Hess, Engels rédige un brouillon qui prend la forme d’une véritable profession de foi, Principes du communisme, dans lequel il expose plusieurs idées reprises dans le Manifeste, comme la conception du prolétariat et les conséquences de la révolution industrielle. Dans une lettre du 23-24 novembre adressée à Marx, il suggère d'abandonner la forme catéchistique et propose le terme de manifeste. Lors du second congrès de la Ligue, qui se tient à Londres du 29 novembre au 8 décembre 1847, Marx et Engels emportent l'adhésion générale et sont chargés de la rédaction. Engels n'étant pas présent en même temps que Marx à Bruxelles, c'est surtout ce dernier qui élabore le texte. Néanmoins, au regard de leur collaboration, il est admis qu'ils en sont tous deux auteurs. Il paraît de manière anonyme durant le mois de février 1848, dans le contexte des mouvements révolutionnaires à Paris, après l'interdiction d'un banquet républicain le 22 février 1848. Les auteurs en reconnaissent la paternité dans une réédition de 1872, sous le titre Manifeste communiste.

### Devenir de l'œuvre
Bien que considérant plusieurs aspects du texte dépassés, notamment du fait des leçons à tirer de la Commune de 1871, Marx et Engels écrivaient en 1872 : « le Manifeste est un document historique que nous ne nous attribuons plus le droit de modifier » (préface du Manifeste communiste, 1872). Le Manifeste, de par son internationalisme, préfigure la création de l'Association internationale des travailleurs (AIT) en 1864. Après sa réédition de 1872, l'ouvrage a eu un retentissement important, il est traduit de l'allemand vers de nombreuses langues et dépasse même les frontières de l'Europe, puisqu'il est publié aux États-Unis en 1871.
En juin 2013, le manuscrit du Manifeste du parti communiste est inscrit dans le registre Mémoire du monde de l'UNESCO.

## Résumé et analyse

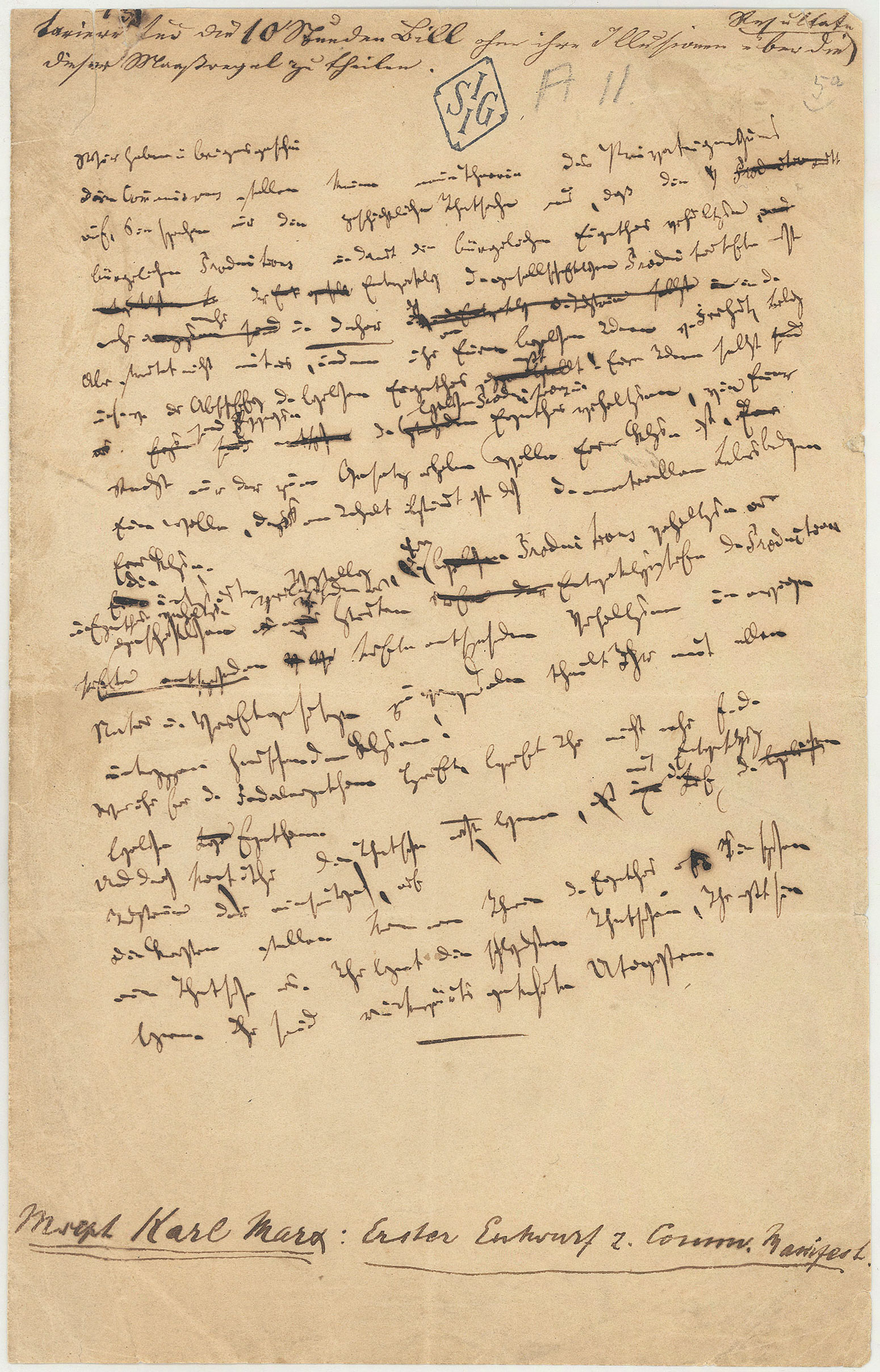
Une page manuscrite conservée du Manifeste communiste de Karl Marx.

### L'histoire comme lutte des classes
Le Manifeste du parti communiste peut être vu comme un résumé, sous commande, de la pensée « marxiste » qui en se qualifiant de communiste cherche à se différencier du reste du socialisme de l'époque, considéré comme utopique. Par cette œuvre, la Ligue des communistes veut montrer que le « socialisme » devient trop respectable, trop proche du mutuellisme. La Ligue veut un renouveau, plus contestataire mais qui ne soit pas utopique. Son principe est de rendre manifeste au monde ce qu’est le projet communiste qui, comme le souligne le texte, est combattu par la classe dirigeante dans toute l'Europe. En effet, le Manifeste communiste n'est pas l'œuvre annonciatrice du communisme, mais l'affirmation d'un mouvement déjà existant.
Le texte commence par exprimer l'importance de la lutte des classes, qui oppose « oppresseurs et opprimés ». Selon Marx, « La société bourgeoise moderne, élevée sur les ruines de la société féodale, n'a pas aboli les antagonismes de classes. Elle n'a fait que substituer de nouvelles classes, de nouvelles conditions d'oppression, de nouvelles formes de lutte à celles d'autrefois ». Mais la lutte des classes moderne est spécifique en ce sens qu’elle se résume à un antagonisme simplifié : bourgeois contre prolétaires.
Le texte constate ensuite la formation d’un marché mondial : « Poussée par le besoin de débouchés toujours nouveaux, la bourgeoisie envahit le globe entier. Il lui faut s'implanter partout, exploiter partout, établir partout des relations. Par l'exploitation du marché mondial, la bourgeoisie donne un caractère cosmopolite à la production et à la consommation de tous les pays. Au grand désespoir des réactionnaires, elle a enlevé à l'industrie sa base nationale ». L'existence du capitalisme est un progrès par rapport à la période précédente, mais elle doit s'achever lorsque le prolétariat mettra fin au règne de la bourgeoisie. « Tous les mouvements historiques ont été, jusqu'ici, accomplis par des minorités ou au profit des minorités. Le mouvement prolétarien est le mouvement spontané de l'immense majorité au profit de l'immense majorité ».
Marx écrit que « L'existence et la domination de la classe bourgeoise ont pour condition essentielle l'accumulation de la richesse aux mains des particuliers, la formation et l'accroissement du Capital ; la condition d'existence du capital, c'est le salariat. » Estimant que « Les travailleurs n'ont pas de patrie », il s'agit de mettre fin au règne du capital partout dans le monde.

### La définition du communisme
Le texte énonce que « Les communistes ne forment pas un parti distinct opposé aux autres partis ouvriers ». Cela s'explique de la façon suivante : « Les conceptions théoriques des communistes ne reposent nullement sur des idées, des principes inventés ou découverts par tel ou tel réformateur du monde. Elles ne sont que l'expression générale des conditions réelles d'une lutte de classes existante, d'un mouvement historique qui s'opère sous nos yeux ».
Dans le texte, Marx s’adresse directement aux bourgeois en réfutant chacune de leurs objections possibles contre le communisme : sur l'abolition de la propriété privée, de l'héritage et du travail des enfants, sur la liberté, sur la famille, sur l'impôt progressif et l'éducation publique gratuite pour tous les enfants, etc. Le changement de régime passe par la rupture avec l'idéologie bourgeoise, et par l'union internationale des prolétaires.
La société communiste est caractérisée comme suit : « À la place de l'ancienne société bourgeoise, avec ses classes et ses antagonismes de classes, surgit une association où le libre développement de chacun est la condition du libre développement de tous ».

### Le socialisme utopique et le programme de la classe ouvrière
Le troisième chapitre examine et critique les divers courants « socialistes » de l'époque. Marx s'emploie à les critiquer avec vigueur et accumule les sarcasmes à leur égard. Il qualifie par exemple Proudhon de « socialiste bourgeois », le socialisme bourgeois n'atteignant « son expression adéquate que lorsqu'il devient une simple figure de rhétorique : Le libre-échange, dans l'intérêt de la classe ouvrière ! Des droits protecteurs, dans l'intérêt de la classe ouvrière ! Des prisons cellulaires, dans l'intérêt de la classe ouvrière ! »
Enfin, le dernier chapitre s'attache à dégager des perspectives immédiates pour les communistes, dans l'Europe d'avant les révolutions de 1848. Les communistes « combattent pour les intérêts et les buts immédiats de la classe ouvrière ; mais dans le mouvement présent, ils défendent et représentent en même temps l'avenir du mouvement », et « travaillent à l'union et à l'entente des partis démocratiques de tous les pays ». Le texte s'achève par le célèbre slogan : « Prolétaires de tous les pays, unissez-vous ! »

## Citations
- « On entend par bourgeoisie la classe des capitalistes modernes qui sont propriétaires des moyens sociaux de production et emploient du travail salarié. On entend par prolétaires la classe des ouvriers salariés modernes qui, ne possédant en propre aucun moyen de production, en sont réduits à vendre leur force de travail pour pouvoir vivre. » (note d'Engels de 1888)
- « UN SPECTRE HANTE L'EUROPE ; […] Il est grand temps que les communistes exposent ouvertement à la face du monde entier leur manière de voir, leurs buts et leurs tendances et opposent aux légendes du spectre communiste un manifeste du parti lui-même. »
- « Les pouvoirs publics modernes ne sont qu'un comité qui administre les affaires communes de la classe bourgeoise tout entière[11]. »
- « Les rapports bourgeois de production et d'échange, les rapports bourgeois de propriété, la société bourgeoise moderne qui a fait naître comme par enchantement des moyens de production et d'échange aussi puissants ressemble au sorcier qui ne peut plus maîtriser les puissances infernales qu'il a évoquées[12]. »
- « La classe moyenne […] luttent contre la bourgeoisie parce qu'elle compromet leur existence en tant que classe moyenne. […] S'ils agissent révolutionnairement, c'est par la crainte toujours présente de tomber dans le prolétariat; ils défendent alors leurs intérêts futurs, et non leurs intérêts actuels; ils renoncent à leur propre point de vue pour se placer à celui du prolétariat[13]. »
- « Un spectre hante l'Europe - le spectre du communisme. »
- « L'histoire de toute société jusqu'à nos jours est l'histoire de la lutte des classes. »
- « Les prolétaires n'ont rien à y perdre que leurs chaînes. Ils ont un monde à gagner. Prolétaires de tous les pays, unissez-vous ! »

## Bibliographie

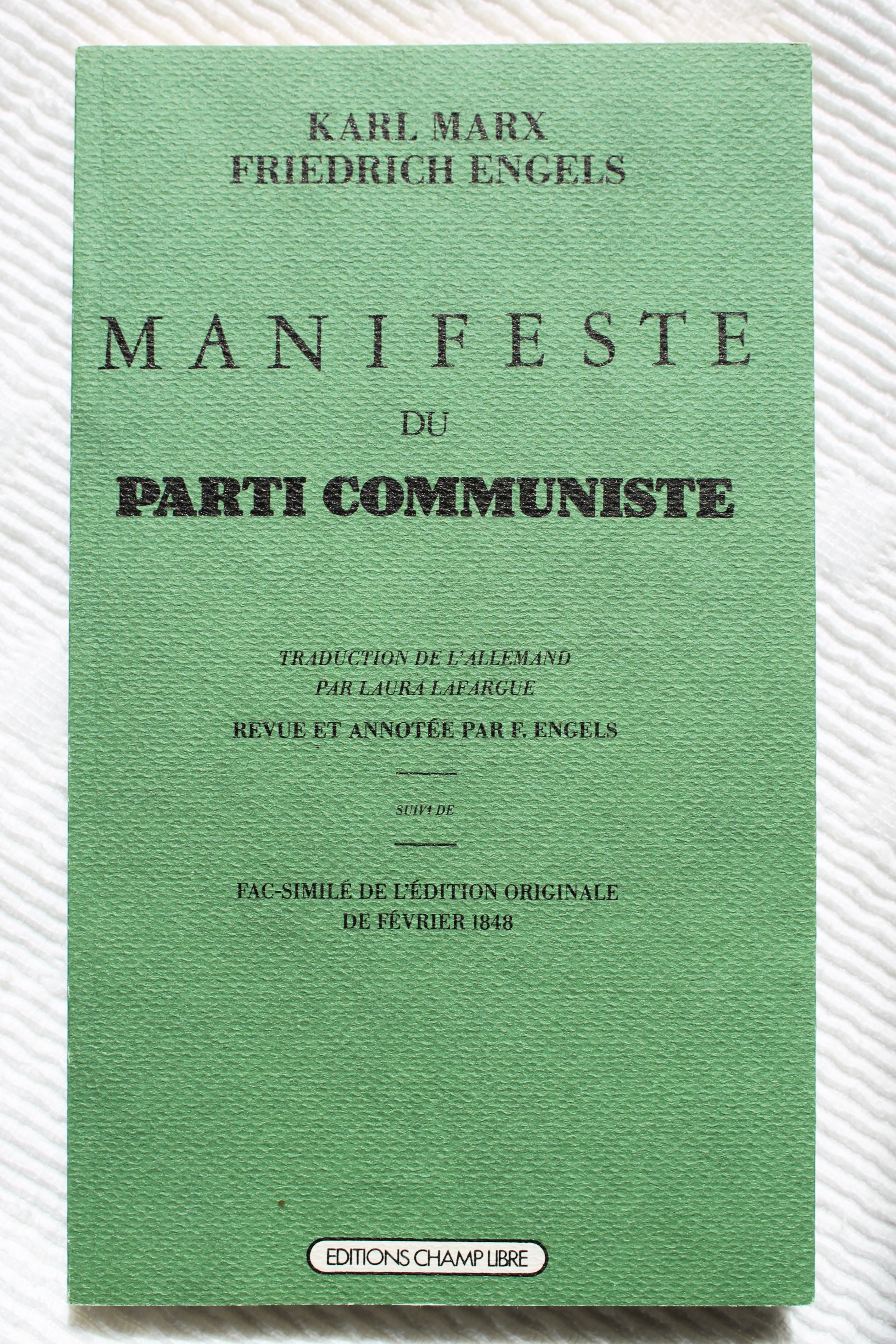
Couverture du Manifeste du parti communiste, Éditions Champ Libre, 1983.

### Éditions récentes
- Karl Marx, Œuvres I - Économie I, Bibliothèque de la Pléiade, Gallimard, 1994, p. 157 à 195 : Le Manifeste Communiste (1848), traduction par M. Rubel et L. Évrard[14].
- Karl Marx et Friedrich Engels (trad. Corinne Lyotard, introduction, notes et commentaires de François Châtelet), Manifeste du parti communiste (1848) et Critique du programme de Gotha (1875) [« Manifest der Kommunistischen Partei / Kritik des Gothaer Programms »], Paris, Librairie générale française, coll. « Le Livre de poche, Les Classiques de la Philosophie », 2004 (1re éd. septembre 1973), 155 p. (ISBN 2253014915 et 9782253014911, OCLC 496671293, lire en ligne).
- (de) Theo Stammen (édition, présentation et annotation) et Ludwig Reichart (collaboration), Manifest der kommunistiche Partei, Münich, Fink, 1978, 237 p. (ISBN 3-7705-1624-9).
- Émile Bottigelli (présentation et traduction) et Gérard Raulet (correction et annotation), Manifeste du parti communiste, Paris, Flammarion, 1998, 201 p. (ISBN 978-2-08-071002-4).

### Études

#### Ouvrages
- André Sénik, Le Manifeste du parti communiste aux yeux de l'histoire, Éditions Pierre-Guillaume de Roux, 2015.
- Bert Andréas, Le Manifeste communiste de Marx et Engels. Histoire et bibliographie. 1848-1918, Milan, Feltrinelli, 1963, VIII-433 p.
- (en) Elliot Erikson, Karl Marx and the Communist Manifesto, Stanford, Stanford University press, 1954, 552 p.

#### Articles
- Virgínia Fontes, « Le Manifeste communiste et la pensée historique », Actuel Marx en ligne, PUF, no 5,‎ 7 février 2001 (lire en ligne).
- Marc Angenot et Darko Suvin, « L’implicite du manifeste : métaphores et imagerie de la démystification dans le ‘‘manifeste communiste’’ », Études françaises, vol. 16, nos 3-4,‎ octobre 1980, p. 43-67 (lire en ligne)

### Adaptations
- Manga, Le manifeste du Parti communiste, éd. Soleil Productions, septembre 2011  (ISBN 978-2-302-01877-8).
- George S Rigakos, Red Viktor (illustrateur), Le manifeste communiste - Illustré.
  - (fr + en + de) Chapitre un : « Matérialisme historique », 32 p., 2010  (ISBN 978-0-9812807-2-1).
  - (en + de) Chapitre deux : « La bourgeoisie », 32 p., 2010  (ISBN 978-0-9812807-7-6).